# تاديوز شميت
تاديوز شميت (بالبولندية: Tadeusz Schmidt)‏ هو ممثل بولندي، ولد في 14 نوفمبر 1920 في بولندا، وتوفي بنفس المكان في 10 مايو 1976.

## وصلات خارجية
- تاديوز شميت على موقع IMDb (الإنجليزية)
- تاديوز شميت على موقع قاعدة بيانات الأفلام السويدية (السويدية)
- تاديوز شميت على موقع قاعدة بيانات الفيلم (الإنجليزية)